# Hans Georg Oechler

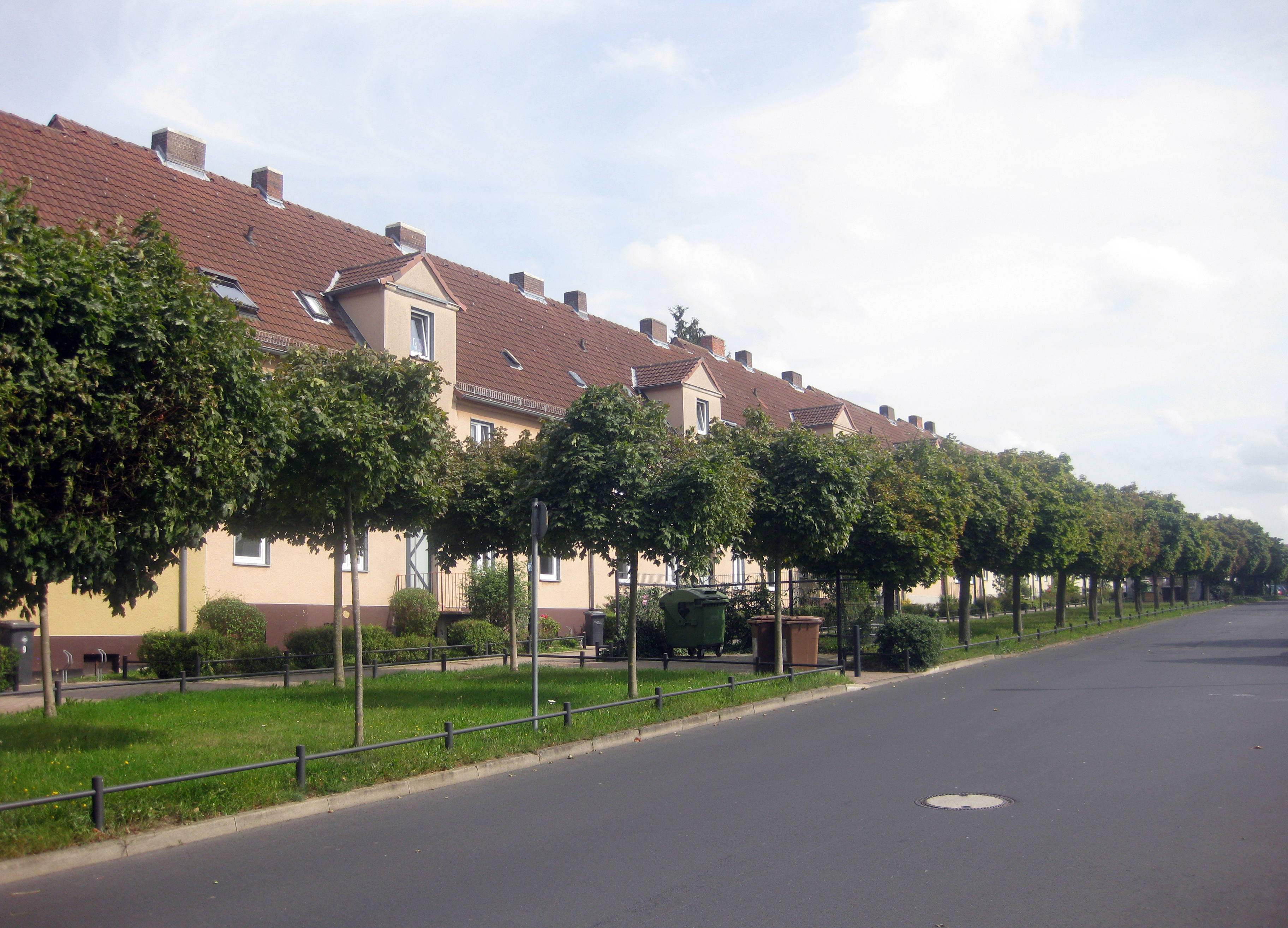
Die Siedlung in Lohfelden

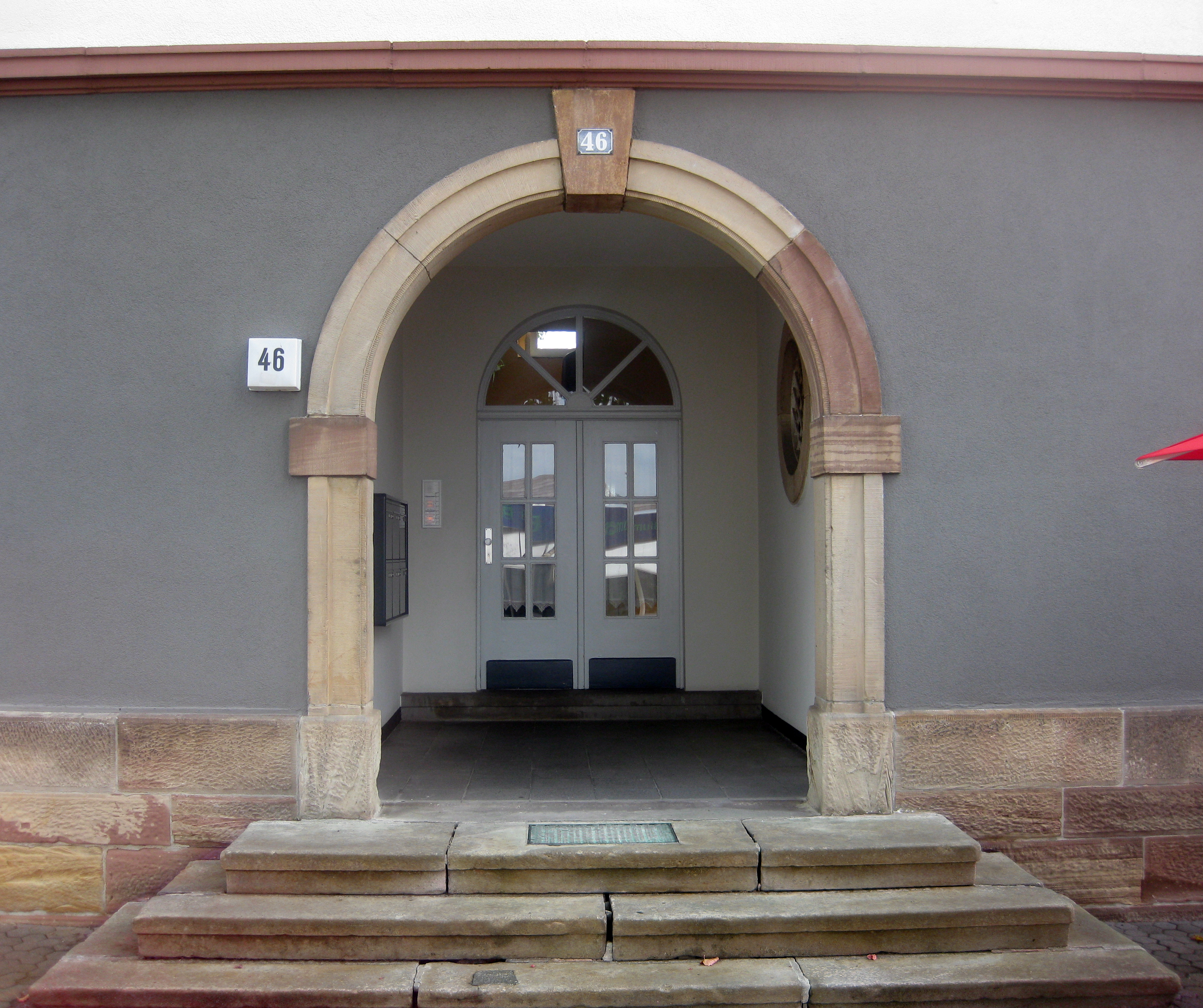
Hauseingang in der Siedlung in Lohfelden

Hans Georg Oechler (auch Hannsgeorg Oechler; * Ende 19. oder Anfang 20. Jahrhundert) war ein deutscher Architekt der Stuttgarter Schule. Bekannt wurde er als Architekt in der Zeit des Nationalsozialismus, als er Siedlungen der Heimatschutzarchitektur entwarf.

## Leben
Oechler studierte Architektur an der Technischen Hochschule Stuttgart bei Paul Bonatz und Theodor Fischer. Er ließ sich später in Kassel nieder und arbeitete als Planprüfer der „Planungsstelle Kassel“ für das Reichsheimstättenamt. In Kassel gewann er einen Wettbewerb um die neue Gartenstadt, der Siedlung in Lohfelden. Es folgten ähnliche Aufträge, z. B. für die Vierjahresplansiedlung in Sontra und die Siedlung Maria Christina in Heerlen (zusammen mit Karl Gonser).
Nach dem Zweiten Weltkrieg, inzwischen Mitglied im Bund Deutscher Architekten (BDA), entwarf er 1959 das Hochbad am Rattwerder in Hannoversch Münden.

## Schriften
- Die Siedlungsplanung im Gau Mainfranken. In: Reichsplanung, Organ der Akademie für Landesforschung und Reichsplanung, Jahrgang 1936, Seite 141–146.